# Circuito Brasileiro de Voleibol de Praia Feminino de 2020–21
O Circuito Brasileiro de Voleibol de Praia Feminino de 2020-21, também chamado de Circuito Banco do Brasil de Vôlei de Praia Open, foi a vigésima nona edição da principal competição nacional de vôlei de praia na variante feminina, iniciado em 17 de setembro de 2020. Em 21 de fevereiro de 2021, Ágatha e Duda venceram a competição após final contra a dupla Ana Patrícia e Rebecca, conquistando o circuito pela quinta vez.

## Resultados

### Circuito Open 2020-21
| Evento                                                                              | Ouro                                   | Prata                                    | Bronze                                 | Quarto lugar                             |
| 1ª Etapa Saquarema, Rio de Janeiro (Estado) 17 a 20 de setembro de 2020.            | /Ana Patrícia Ramos Rebecca Cavalcante | /Ágatha Bednarczuk Duda Lisboa           | /Talita Antunes Carol Solberg          | /Josimari Alves Juliana Felisberta Silva |
| 2ª Etapa Saquarema, Rio de Janeiro (Estado) 15 a 18 de outubro de 2020.             | /Ágatha Bednarczuk Duda Lisboa         | /Josimari Alves Juliana Felisberta Silva | /Tainá Bigi Victória Tosta             | /Ana Patrícia Ramos Rebecca Cavalcante   |
| 3ª Etapa Saquarema, Rio de Janeiro (Estado) 5 a 8 de novembro de 2020.              | /Ana Patrícia Ramos Rebecca Cavalcante | /Ágatha Bednarczuk Duda Lisboa           | /Talita Antunes Carol Solberg          | /Tainá Bigi Victória Tosta               |
| 4ª Etapa Saquarema, Rio de Janeiro (Estado) 19 a 22 de novembro de 2020.            | /Ágatha Bednarczuk Duda Lisboa         | /Talita Antunes Carol Solberg            | /Ana Patrícia Ramos Rebecca Cavalcante | Thâmela Galil Elize Maia                 |
| 5ª Etapa Saquarema, Rio de Janeiro (Estado) 2 a 6 de dezembro de 2020.              | /Ágatha Bednarczuk Duda Lisboa         | /Ana Patrícia Ramos Rebecca Cavalcante   | Thâmela Galil Elize Maia               | /Talita Antunes Carol Solberg            |
| 6ª Etapa Saquarema, Rio de Janeiro (Estado) 21 a 24 de janeiro de 2021.             | /Ágatha Bednarczuk Duda Lisboa         | Bárbara Seixas Carol Solberg             | /Andressa Cavalcanti Vitória Rodrigues | /Josimari Alves Juliana Felisberta Silva |
| 7ª Etapa Saquarema, Rio de Janeiro (Estado) 18 a 21 de fevereiro de 2021            | /Ágatha Bednarczuk Duda Lisboa         | /Ana Patrícia Ramos Rebecca Cavalcante   | Thâmela Galil Elize Maia               | /Andressa Cavalcanti Vitória Rodrigues   |
| 8ª Etapa Saquarema, Rio de Janeiro (Estado) 17 a 21 de março de 2021                | /Ágatha Bednarczuk Duda Lisboa         | Bárbara Seixas Carol Solberg             | /Ana Patrícia Ramos Rebecca Cavalcante | Taiana Lima Hegê Almeida                 |
| 9ª Etapa Rio de Janeiro (cidade), Rio de Janeiro (Estado) 16 a 20 de junho de 2021. | /Ana Patrícia Ramos Rebecca Cavalcante | Bárbara Seixas Carol Solberg             | Thâmela Galil Elize Maia               | /Talita Antunes Maria Elisa Antonelli    |

## Classificação final

### Premiações individuais
Os destaques da temporada foramː
| MVP                     |
| Melhor Ataque           |
| Craque da Galera        |
| Melhor Bloqueio         |
| Melhor Saque            |
| Melhor Recepção/Passe   |
| Melhor Defesa           |
| Melhor Levantadora      |
| Atleta que mais evoluiu |
| Revelação               |
| Melhor Técnico          |